# Charles Joseph Chaput
Charles Joseph Chaput O.F.M.Cap. (/ ˈʃæpjuː / SHAP-yoo; nascido em 26 de setembro de 1944) é um prelado norte-americano da Igreja Católica. Ele foi o nono arcebispo de Filadélfia, servindo de 2011 até 2020. Ele serviu anteriormente como arcebispo de Denver (1997–2011) e bispo de Rapid City (1988–1997). Chaput foi o primeiro arcebispo da Filadélfia em cem anos a não ser nomeado cardeal.
Membro da nação potawatomi da banda da pradaria, ele é o segundo nativo norte-americano a ser consagrado bispo nos Estados Unidos e o primeiro arcebispo nativo americano.

## Biografia
Charles Chaput nasceu em Concordia, Kansas, um dos três filhos de Joseph e Marian Helen (nascida DeMarais) Chaput. Seu pai era um canadense francês descendente do rei Luís IX. Sua mãe era uma nativa americana da tribo Prairie Band Potawatomi; sua avó materna foi o último membro da família a viver em uma reserva. O próprio Chaput foi inscrito na tribo ainda jovem, adotando o nome de Pietasa ("vento farfalhante"). Seu nome Potawatomi é "o vento que farfalha as folhas da árvore", enquanto seu nome Sioux é "boa águia".
Chaput recebeu sua educação inicial em Concórdia. Decidindo se tornar padre aos 13 anos, ele frequentou a Escola Secundária St. Francis Seminary em Victoria, Kansas.
Em 1965, aos Chaput entrou para a Ordem dos Frades Menores Capuchinhos em Pittsburgh, Pensilvânia. Em 1967, se formou bacharel em filosofia pelo Seminário St. Fidelis College em Herman, Pensilvânia. Fez sua profissão solene como frade capuchinho em 14 de julho de 1968. Em 1970, se formou Mestre em Artes em educação religiosa pelo Capuchin College em Washington, DC.

## Sacerdócio
Chaput foi ordenado ao sacerdócio por Cyril Vogel, Bispo de Salina, em 29 de agosto de 1970. Recebeu um título de Mestre em Teologia pela Universidade de São Francisco em 1971. De 1971 a 1974, ele foi instrutor de teologia e diretor espiritual no St. Fidelis College. Ele então serviu como secretário executivo e diretor de comunicações para a província dos Capuchinhos em Pittsburgh até 1977.
Como seminarista, Chaput foi um voluntário ativo na campanha presidencial dos EUA de 1968 do senador Robert F. Kennedy. Como um jovem padre, ele apoiou a eleição do governador da Geórgia, Jimmy Carter, como presidente dos EUA em 1976. Chaput foi nomeado pároco de Santa Cruz em Thornton, Colorado.
Chaput foi eleito vigário provincial da Província Capuchinha da América Central em 1977 e tornou-se secretário e tesoureiro da província em 1980 e chefe executivo e ministro provincial em 1983. Ele fazia parte de um grupo de nativos americanos que saudaram o Papa João Paulo II quando ele visitou Phoenix, Arizona, em 1987.

## Episcopado
Em 11 de abril de 1988, Chaput foi nomeado bispo da Diocese de Rapid City por João Paulo II. Recebeu a consagração episcopal em 26 de julho, pelo Arcebispo Pio Laghi, Pró-Núncio para os Estados Unidos, com John Roach, Arcebispo de St. Paul e Minneapolis, e James Stafford, Arcebispo de Denver, servindo como co-consagradores.
Chaput foi nomeado por João Paulo II, em 18 de fevereiro de 1997, como arcebispo de Denver, substituindo o arcebispo James Stafford.
Em 1999, dando continuidade aos esforços de seu antecessor, o Arcebispo Chaput fundou o St. John Vianney Theological Seminary, um afiliado da Pontifícia Universidade Lateranense. Em 2002, auxiliado por seu bispo auxiliar José Gomez, o arcebispo Chaput fundou o Centro San Juan Diego em resposta às necessidades pastorais e educacionais da crescente comunidade hispânica no Colorado. Mais tarde, ele foi cofundador da Associação Católica de Líderes Latinos (CALL) e ajudou na fundação da ENDOW, uma iniciativa de liderança de mulheres católicas para "Educar sobre a Natureza e a Dignidade das Mulheres". Ele também foi fundamental na criação do Augustine Institute, sediado em Denver, uma escola de pós-graduação independente e administrada por leigos para a formação de líderes católicos leigos, catequistas e evangelizadores.
O Arcebispo Chaput serviu na Comissão dos EUA sobre Liberdade Religiosa Internacional, de 2003 a 2006. Em 2005, ele foi nomeado membro da delegação oficial dos EUA em Córdoba, para a “Conferência sobre Antissemitismo e Outras Formas de Intolerância”, patrocinada pela Organização para a Segurança e Cooperação na Europa. O Fundo Nacional Becket para Liberdade Religiosa concedeu a ele a Medalha Canterbury de 2009 por seu trabalho em promover a liberdade religiosa.
Em 2007, conduziu uma visita apostólica à Diocese de Toowoomba em Queensland, em nome da Congregação para os Bispos. O Vaticano estava preocupado com as declarações que o Bispo Bill Morris havia feito a respeito da ordenação de mulheres. Em maio de 2011, o Papa Bento XVI removeu Morris como bispo de Toowoomba depois que ele se recusou a renunciar. Chaput foi um dos cinco bispos que conduziram uma investigação ordenada pelo Vaticano sobre os Legionários de Cristo entre 2009 e 2010. A investigação foi motivada por acusações de abuso sexual contra o fundador do grupo, o reverendo Marcial Maciel, que havia sido afastado do ministério em 2006.
Em 19 de julho de 2011, Chaput foi nomeado arcebispo de Filadélfia pelo Papa Bento XVI, substituindo o cardeal Justin Rigali. O forte histórico de Chaput no tratamento de casos de abuso sexual por padres foi citado como justificativa para sua nomeação. Ele foi empossado em 8 de setembro de 2011.
Chaput deu catequese na Jornada Mundial da Juventude de 2011 em Madri, semelhante à função que desempenhou na Jornada Mundial da Juventude de 2008 em Sydney. Em 14 de novembro de 2014, em uma reunião da Conferência dos Bispos Católicos dos Estados Unidos, Chaput foi eleito delegado ao Sínodo dos Bispos de 2015 sobre a Família, aguardando a aprovação do Vaticano. Embora Chaput liderasse uma sé historicamente importante e seus cinco predecessores imediatos fossem cardeais, Bento XVI não o nomeou cardeal em seus dois consistórios de 2012, nem o Papa Francisco em nenhum dos seus.
O Papa Francisco aceitou a carta de renúncia de Chaput como arcebispo da Filadélfia em 23 de janeiro de 2020.

## Posições

### Política
Em seu livro Render unto Caesar: Serving the Nation by Living Our Catholic Beliefs in Political Life, Chaput exorta os católicos a assumirem um "papel mais ativo, vocal e moralmente consistente" no processo político, argumentando que as convicções privadas não podem ser separadas das ações públicas sem diminuir ambas. Em vez de pedir aos cidadãos que deixassem de lado suas crenças religiosas e morais em prol da política pública, Chaput acreditava que a democracia americana dependia de uma cidadania totalmente engajada, incluindo os crentes religiosos, para funcionar adequadamente.

### Aborto
Sobre se os políticos católicos que apoiam o direito ao aborto para as mulheres devem ser privados da comunhão, Chaput escreveu que, embora negar a Eucaristia a alguém seja um "assunto muito grave" que deve ser usado apenas em "casos extraordinários de escândalo público", aqueles que estão "vivendo em pecado grave ou que negam os ensinamentos da Igreja" devem voluntariamente abster-se de receber a comunhão.
O New York Times em 2004 relatou que Chaput disse que era pecado para os católicos votarem no candidato presidencial democrata, o senador John Kerry. Ele observou as opiniões de Kerry sobre os direitos ao aborto, entre outros. De acordo com o Times, Chaput disse que qualquer um que votasse em Kerry estava "cooperando com o mal" e precisava "se confessar". Após a entrevista, Chaput criticou o The New York Times pela forma como interpretou seus comentários. A arquidiocese criticou o artigo por ser "fortemente truncado e enquadrado" e publicou uma transcrição completa dele. Ele parou de responder às perguntas do jornal por seis anos, em parte porque acreditava que o Times o havia deturpado. Chaput foi visto por alguns críticos como "parte de um grupo de bispos com a intenção de jogar o peso da Igreja Católica nas eleições". Em comentários públicos, a sua ligação da eucaristia às posições políticas dos candidatos políticos e dos seus apoiantes foi vista como uma politização da teologia moral.
Em 2009, Chaput criticou um "espírito de adulação beirando o servilismo" em relação ao presidente Barack Obama, observando que "nas democracias, elegemos servidores públicos, não messias". Ele disse que Obama tentou mascarar seu histórico sobre direitos ao aborto e outras questões com "marketing otimista sobre unidade, esperança e mudança". Também rejeitou a noção de que Obama recebeu um mandato amplo, dizendo que foi eleito para "consertar uma crise econômica" e não para "reformular a cultura americana sobre questões de casamento e família, sexualidade, bioética, religião na vida pública e aborto".
Chaput disse em setembro de 2016 que a eleição presidencial americana de 2016 ofereceu aos americanos a "pior escolha em 50 anos". Na sua opinião, tanto Donald Trump como Hillary Clinton eram candidatos "profundamente falhos".

### Controle de armas
Após os tiroteios em massa de 2019 em El Paso e Dayton, Chaput escreveu que apoia a verificação de antecedentes para compradores de armas de fogo, mas acrescentou este comentário:
Só um tolo pode acreditar que o "controle de armas" resolverá o problema da violência em massa. As pessoas que usam as armas nesses incidentes repugnantes são agentes morais com corações distorcidos. E a distorção é feita pela cultura da anarquia sexual, excesso pessoal, ódios políticos, desonestidade intelectual e liberdades pervertidas que criamos sistematicamente ao longo do último meio século.

### Direitos LGBT
Chaput se opõe ao casamento entre pessoas do mesmo sexo e questionou a educação dos filhos de casais do mesmo sexo. Ele disse que os casais do mesmo sexo não podem mostrar aos filhos que seus pais se amam da mesma forma que os casais de sexos opostos.
Em 2015, Chaput apoiou a demissão de Margie Winters, diretora de educação religiosa na Waldron Mercy Academy em Merion Station, Pensilvânia. Winters havia se casado com sua parceira em uma cerimônia de casamento civil em 2007. Quando um dos pais relatou seu casamento a Waldron, a diretora Nell Stetser pediu que Winters renunciasse; quando ela recusou, a escola não renovou seu contrato. Chaput disse que os administradores da escola demonstraram "caráter e bom senso em um momento em que ambos parecem ser incomuns".
Em 4 de outubro de 2018, no Sínodo sobre Jovens e Vocações em Roma, Chaput se opôs ao uso dos termos " LGBT " ou "LGBTQ" em documentos da igreja. Ele disse que para a igreja "não existe algo como um 'católico LGBTQ' ou um 'católico transgênero' ou um 'católico heterossexual', como se nossos apetites sexuais definissem quem somos".

### Abuso sexual
Chaput denunciou o que ele vê como uma falta de ortodoxia na igreja. Ele acusou os antigos líderes católicos de "ignorância, covardia e preguiça em formar jovens para levar a fé para o futuro". Em 27 de março de 2019, em um discurso aos seminaristas de Ohio, ele culpou o abuso sexual na Igreja Católica por "um padrão de homossexualidade predatória e uma falha em eliminá-lo da vida da igreja".

### Reforma da imigração
Chaput defende a reforma das leis de imigração para regularizar o estatuto da maioria dos imigrantes sem documentos como um imperativo moral.